# Lista de estrangeiros condecorados pelo presidente da República Portuguesa
A seguinte lista mostra as personalidades estrangeiras agraciadas pelos diversos titulares do cargo de Presidente da República Portuguesa, na qualidade de Grão-mestre das ordens honoríficas portuguesas.
Ordens
- TE > Ordem Militar da Torre e Espada, Valor, Lealdade e Mérito
- C > Ordem Militar de Cristo
- A > Ordem Militar de Avis
- SE > Ordem de Sant'Iago da Espada
- IH > Ordem do Infante D. Henrique
- L > Ordem da Liberdade

Graus
- GCol > Grande-Colar
- GC > Grã-Cruz

| Apelido/Instituição | Nome                                                                           | Ordem | Grau | Data                    | País                       |
| ------------------- | ------------------------------------------------------------------------------ | ----- | ---- | ----------------------- | -------------------------- |
| AYLWIN              | Patricio (Presidente República)                                                | L     | GCol | 27 de abril de 1993     | Chile                      |
| BAHAMONDE           | Francisco Franco                                                               | TE    | GCol | 30 de junho de 1939     | Espanha                    |
| BANGA               | Mobuto Sese Seho Kuhu N. y Yaza                                                | IH    | GCol | 12 de dezembro de 1984  | Zaire                      |
| BARCO               | Virgilio (Presidente República)                                                | IH    | GCol | 4 de fevereiro de 1989  | Colômbia                   |
| BONGO               | El Hadj Omar                                                                   | IH    | GCol | 22 de fevereiro de 2002 | Gabão                      |
| BORJA               | Rodrigo (Presidente República)                                                 | IH    | GCol | 29 de junho de 1990     | Equador                    |
| BRANCO              | Humberto de Alencar Castello (Coronel)                                         | IH    | GCol | 21 de julho de 1965     | Brasil                     |
| CALDERA             | Rafael (Presidente República)                                                  | IH    | GCol | 16 de dezembro de 1997  | Venezuela                  |
| CARDOSO             | Fernando Henrique (Presidente República)                                       | L     | GCol | 8 de março de 1996      | Brasil                     |
| CARDOSO             | Fernando Henrique (Presidente República)                                       | SE    | GCol | 17 de outubro de 1997   | Brasil                     |
| CARDOSO             | Fernando Henrique (Presidente República)                                       | IH    | GCol | 17 de maio de 2000      | Brasil                     |
| CARSTENS            | Karl (Presidente República)                                                    | SE    | GCol | 23 de dezembro de 1980  | República Federal Alemã    |
| CEAUSESCU           | Nicolae (Presidente República)                                                 | SE    | GCol | 14 de outubro de 1975   | Roménia                    |
| CHIRAC              | Jacques (Presidente República)                                                 | IH    | GCol | 8 de julho de 1999      | França                     |
| CHISSANO            | Joaquim Alberto (Presidente República)                                         | IH    | GCol | 27 de abril de 1993     | Moçambique                 |
| CHISSANO            | Joaquim Alberto (Presidente República)                                         | SE    | GCol | 21 de junho de 1997     | Moçambique                 |
| CIAMPI              | Carlo Azeglio                                                                  | IH    | GCol | 22 de fevereiro de 2002 | Itália                     |
| COLOGNA             | Frá Angelo de Mojana di (Sua Alteza Real)                                      | IH    | GCol | 2 de setembro de 1983   | Itália                     |
| COSSIGA             | Francesco (Presidente República)                                               | IH    | GCol | 29 de junho de 1990     | Itália                     |
| COSTA               | Manuel Pinto da (Presidente República)                                         | IH    | GCol | 31 de janeiro de 1986   | São Tomé e Príncipe        |
| CURET               | Gustave Marie                                                                  | SE    | GCol | 6 de junho de 1918      | França                     |
| DEBAYLE             | Anastácio Somoza (General)                                                     | IH    | GCol | 19 de fevereiro de 1968 | Nicarágua                  |
| ESCOBAR             | Ricardo Lagos                                                                  | IH    | GCol | 26 de outubro de 2001   | Chile                      |
| ESTAING             | Valéry Giscard d' (Presidente República)                                       | SE    | GCol | 14 de outubro de 1975   | França                     |
| ESTAING             | Valéry Giscard d' (Presidente República)                                       | IH    | GCol | 21 de outubro de 1978   | França                     |
| FIGUEIREDO          | João Baptista de Oliveira (Presidente República)                               | SE    | GCol | 22 de setembro de 1981  | Brasil                     |
| FISCHER             | Heinz (Dr.)                                                                    | IH    | GCol | 21 de abril de 2005     | Áustria                    |
| FREIBERGA           | Vaira Vike -                                                                   | IH    | GCol | 12 de agosto de 2003    | Letónia                    |
| FRUTOS              | Nicanor Duarte (Presidente República)                                          | IH    | GCol | 22 de novembro de 2005  | Paraguai                   |
| GEISEL              | Ernesto (Presidente República)                                                 | SE    | GCol | 1 de junho de 1977      | Brasil                     |
| GEISEL              | Ernesto (Presidente República)                                                 | IH    | GCol | 13 de fevereiro de 1979 | Brasil                     |
| GRÃO DUQUE          | Henri do Luxemburgo (Sua Alteza Real)                                          | IH    | GCol | 14 de novembro de 2005  | Luxemburgo                 |
| GRÃO DUQUE          | Jea (Sua Alteza Real)                                                          | IH    | GCol | 29 de janeiro de 1985   | Luxemburgo                 |
| GUSMÃO              | Kai Rala Xanana (Presidente República)                                         | IH    | GCol | 20 de abril de 2006     | Timor-Leste                |
| HAVEL               | Vaclav (Presidente República)                                                  | L     | GCol | 20 de fevereiro de 1991 | República Checa            |
| HERZOG              | Roman (Professor Doutor)                                                       | IH    | GCol | 21 de maio de 1999      | República Federal Alemã    |
| HORTA               | José Ramos (Dr.)                                                               | IH    | Gcol | 20 de dezembro de 2007  | Timor                      |
| IMPERADOR           | Akihito (Sua Majestade)                                                        | SE    | GCol | 9 de julho de 1994      | Japão                      |
| IMPERADOR           | Akihito (Sua Majestade)                                                        | IH    | GCol | 24 de junho de 1998     | Japão                      |
| JAWARA              | Dawada (Presidente República)                                                  | IH    | GCol | 7 de julho de 1994      | Gâmbia                     |
| JELEV               | Jeliu (Presidente República)                                                   | L     | GCol | 3 de março de 1995      | Bulgária                   |
| KIRCHSCHLAGER       | Rudolf (Dr.)                                                                   | IH    | GCol | 18 de abril de 1984     | Áustria                    |
| KLESTIL             | Thomas (Dr.)                                                                   | IH    | GCol | 7 de outubro de 2002    | Áustria                    |
| KOIVISTO            | Mauno Henrik (Presidente República)                                            | IH    | GCol | 22 de abril de 1992     | Finlândia                  |
| KONARÉ              | Alpha Oulmar                                                                   | IH    | GCol | 16 de abril de 2002     | Mali                       |
| KUCHMA              | Leonid Danilovitch                                                             | IH    | GCol | 3 de fevereiro de 1999  | Ucrânia                    |
| KWASNIEWSKI         | Aleksander (Presidente República)                                              | IH    | GCol | 12 de fevereiro de 1998 | Polónia                    |
| LUSINCHI            | Jaime (Dr.)                                                                    | IH    | GCol | 21 de janeiro de 1987   | Venezuela                  |
| MACHEL              | Samora Moisés                                                                  | IH    | GCol | 30 de agosto de 1982    | Moçambique                 |
| MANDELA             | Nelson (Presidente República)                                                  | IH    | GCol | 9 de março de 1996      | África do Sul              |
| MÉDICI              | Emilio Garrastazu (Presidente República)                                       | SE    | GCol | 24 de abril de 1972     | Brasil                     |
| MÉDICI              | Emilio Garrastazu (Presidente República)                                       | TE    | GCol | 9 de maio de 1973       | Brasil                     |
| MITTERRAND          | François (Presidente República)                                                | IH    | GCol | 29 de setembro de 1983  | França                     |
| MITTERRAND          | François (Presidente República)                                                | L     | GCol | 28 de outubro de 1987   | França                     |
| MONTEIRO            | António Manuel Mascarenhas Gomes (Presidente República)                        | L     | GCol | 15 de abril de 1992     | Cabo Verde                 |
| MONTEIRO            | António Manuel Mascarenhas Gomes (Presidente República)                        | IH    | GCol | 1 de agosto de 2000     | Cabo Verde                 |
| MUBARAK             | Hosni (Presidente República)                                                   | IH    | GCol | 19 de agosto de 1983    | Egipto                     |
| NGUESSO             | Denis Sassou (Presidente República)                                            | IH    | GCol | 24 de novembro de 1984  | República Popular do Congo |
| NUJOMA              | Sam (Presidente República)                                                     | L     | GCol | 25 de outubro de 1995   | Namíbia                    |
| OLIVEIRA            | Juscelino Kubitschek de (Dr.)                                                  | IH    | GCol | 20 de outubro de 1960   | Brasil                     |
| PAHLEVI             | Mohammad Reza (Sua Alteza Real)                                                | IH    | GCol | 27 de julho de 1967     | Irão                       |
| PEREIRA             | Aristides (Presidente República)                                               | IH    | GCol | 31 de janeiro de 1986   | Cabo Verde                 |
| PEREIRA             | Aristides (Presidente República)                                               | SE    | GCol | 27 de janeiro de 1990   | Cabo Verde                 |
| PEREZ               | Carlos Andrés (Presidente República)                                           | SE    | GCol | 1 de junho de 1977      | Venezuela                  |
| PERTINI             | Alessandro (Presidente República)                                              | SE    | GCol | 17 de novembro de 1980  | Itália                     |
| PRINCIPE            | Filipe (Duque de Edimburgo) (Sua Alteza Real)                                  | IH    | GCol | 31 de maio de 1973      | Reino Unido                |
| RAINHA              | Isabel II (Sua Majestade)                                                      | SE    | GCol | 14 de agosto de 1979    | Reino Unido                |
| RAINHA              | Isabel II (Sua Majestade)                                                      | TE    | GCol | 7 de maio de 1993       | Reino Unido                |
| REI                 | Alberto II dos Belgas (Sua Majestade)                                          | IH    | GCol | 21 de fevereiro de 2000 | Bélgica                    |
| REI                 | Balduino Alberto Carlos Leopoldo Axel Maria Gustavo da Bélgica (Sua Majestade) | IH    | GCol | 24 de agosto de 1982    | Bélgica                    |
| REI                 | Carlos Gustavo da Suécia (Sua Majestade)                                       | IH    | GCol | 13 de janeiro de 1987   | Suécia                     |
| REI                 | Harald V (Sua Majestade)                                                       | IH    | GCol | 31 de março de 2004     | Noruega                    |
| REI                 | Hassan II de Marrocos (Sua Majestade)                                          | IH    | GCol | 18 de fevereiro de 1994 | Marrocos                   |
| REI                 | Hassan II de Marrocos (Sua Majestade)                                          | SE    | GCol | 25 de agosto de 1994    | Marrocos                   |
| REI                 | Olav V da Noruega (Sua Majestade)                                              | SE    | GCol | 11 de outubro de 1978   | Noruega                    |
| RUA                 | Fernando de la (Dr.)                                                           | IH    | GCol | 22 de fevereiro de 2002 | Argentina                  |
| RUUTEL              | Arnold (Presidente República)                                                  | IH    | GCol | 30 de julho de 2003     | Estónia                    |
| RUUTEL              | Arnold (Presidente República)                                                  | SE    | GCol | 14 de julho de 2006     | Estónia                    |
| SANTOS              | José Eduardo dos (Engenheiro)                                                  | IH    | GCol | 25 de janeiro de 1988   | Angola                     |
| SANTOS              | José Eduardo dos (Engenheiro)                                                  | SE    | GCol | 9 de março de 1996      | Angola                     |
| SARNEY              | Jose (Presidente República)                                                    | SE    | GCol | 14 de julho de 1986     | Brasil                     |
| SARTZETAKIS         | Christos (Presidente República)                                                | IH    | GCol | 11 de abril de 1991     | Grécia                     |
| SCHEEL              | Walter (Presidente República)                                                  | SE    | GCol | 9 de maio de 1978       | República Federal Alemã    |
| SENGHOR             | Leopold Sédar (Presidente República)                                           | SE    | GCol | 13 de março de 1975     | Senegal                    |
| SILVA               | Luiz Inácio Lula da                                                            | L     | GCol | 17 de outubro de 2003   | Brasil                     |
| STRAUB              | Bruno (Presidente República)                                                   | IH    | GCol | 11 de abril de 1991     | Hungria                    |
| SUA ALTEZA REAL     | O PRINCIPE E GRÃ-MESTRE Fra'Andrew Bertie                                      | IH    | GCol | 29 de junho de 1990     | Reino Unido                |
| SUA MAJESTADE       | A RAINHA BEATRIZ DOS PAÍSES BAIXOS                                             | IH    | GCol | 14 de dezembro de 1991  | Países Baixos              |
| SUA MAJESTADE       | A RAINHA Margarida II DA DINAMARCA                                             | IH    | GCol | 16 de novembro de 1984  | Dinamarca                  |
| SUA MAJESTADE       | A RAINHA Margarida II DA DINAMARCA                                             | SE    | GCol | 25 de agosto de 1993    | Dinamarca                  |
| SUA MAJESTADE       | O REI Juan Carlos I                                                            | IH    | GCol | 17 de abril de 1978     | Espanha                    |
| SUA MAJESTADE       | O REI Juan Carlos I                                                            | SE    | GCol | 11 de outubro de 1978   | Espanha                    |
| SUA MAJESTADE       | O REI Juan Carlos I                                                            | L     | GCol | 13 de outubro de 1988   | Espanha                    |
| SUA MAJESTADE       | O REI Juan Carlos I                                                            | TE    | GCol | 8 de setembro de 2000   | Espanha                    |
| TITO                | Josip Broz                                                                     | IH    | GCol | 2 de abril de 1978      | Rep. Federal da Jugoslávia |
| TROVOADA            | Miguel (Presidente República)                                                  | L     | GCol | 23 de dezembro de 1992  | São Tomé e Príncipe        |
| VIEIRA              | João Bernardo (Presidente República)                                           | SE    | GCol | 29 de agosto de 1996    | Guiné-Bissau               |
| WALESA              | Lech (Presidente República)                                                    | L     | GCol | 18 de agosto de 1993    | Polónia                    |
| WALESA              | Lech (Presidente República)                                                    | IH    | GCol | 3 de março de 1995      | Polónia                    |
| WASMOSY             | Juan Carlos (Presidente República)                                             | IH    | GCol | 26 de janeiro de 1996   | Paraguai                   |
| WEIZSACKER          | Richard Von (Presidente República)                                             | IH    | GCol | 19 de junho de 1989     | República Federal Alemã    |
| ABAUNZA             | Leandro Marin (Dr.)                                                            | IH    | GC   | 23 de maio de 1969      | Nicarágua                  |
| FRANCISCO E FÉLIX   | Jallys Felipe (Adm.)                                                           | C     | GC   | 01 de novembro de 2016  | EUA                        |